# Coppa del Re 2019-2020 (calcio a 5)
La Coppa del Re 2019-2020 è stata la 10ª edizione del torneo. Iniziata, come da calendario, il 15 ottobre 2019, la competizione è terminata solamente il 20 dicembre 2020 a causa della pandemia di COVID-19 in Spagna che ha imposto il rinvio della fase finale, prevista originariamente il 4 e 5 maggio. Il torneo è stato vinto dal Barcellona, giunto al settimo successo nella manifestazione.

## Risultati

### Turno preliminare
Gli incontri si sono disputati il 15 e il 16 ottobre 2019 in gara unica.
| Squadra 1              | Risultato       | Squadra 2           |
| ---------------------- | --------------- | ------------------- |
| O Esteo                | 3 - 2           | Narón               |
| Peligros               | 4 - 2           | Bayyana             |
| Iberia Toscal          | 7 - 3           | Fonononos Gomerón   |
| L'Hospitalet Bellsport | 7 - 1           | Manresa             |
| Pallejà                | 3 - 4           | Escola Pia Sabadell |
| El Pino/Los Álamos     | 0 - 5           | Gáldar              |
| Ibi                    | 3 - 2           | Aliança Mataró      |
| Otxartabe              | 5 - 3           | Guardo              |
| Pinatar                | 7 - 5           | Nuova Elda          |
| San Juan               | 2 - 4           | Lauburu             |
| Torrejón               | 1 - 1 (3-4 dtr) | Leganés             |
| Pizarras LTC           | 2 - 3           | Atlético Benavente  |
| Coineña                | 1 - 1 (2-3 dtr) | Melistar            |

### Primo turno
Gli incontri si sono disputati il 12 e il 13 novembre 2019 in gara unica.
| Squadra 1              | Risultato       | Squadra 2           |
| ---------------------- | --------------- | ------------------- |
| Lauburu                | 1 - 5           | Colo Colo Saragozza |
| Pinatar                | 5 - 1           | Manzanares          |
| Peligros               | 6 - 2           | UA Ceuta            |
| Leganés                | 2 - 3           | Atlético Mengíbar   |
| Escola Pia Sabadell    | 3 - 6           | Bisontes Castellón  |
| L'Hospitalet Bellsport | 6 - 6 (5-4 dtr) | Alzira              |
| Gáldar                 | 1 - 3           | Móstoles            |
| Iberia Toscal          | 3 - 2           | Rivas               |
| Otxartabe              | 1 - 6           | Talavera            |
| O Esteo                | 1 - 0           | Santiago            |
| Ibi                    | 2 - 3           | Elche               |
| Melistar               | 1 - 3           | UMA Antequera       |
| Atlético Benavente     | 3 - 7           | Noia                |
| Salesianos             | 2 - 8           | Betis               |

### Secondo turno
Gli incontri si sono disputati il 10 e l'11 dicembre 2019 in gara unica.
| Squadra 1              | Risultato       | Squadra 2      |
| ---------------------- | --------------- | -------------- |
| Pinatar                | 1 - 7           | Cartagena      |
| Noia                   | 2 - 3           | O Parrulo      |
| UMA Antequera          | 3 - 3 (2-1 dtr) | Valdepeñas     |
| Betis                  | 2 - 2 (3-2 dtr) | Palma          |
| Peligros               | 0 - 5           | Jaén           |
| Móstoles               | 3 - 4           | Inter          |
| Bisontes Castellón     | 1 - 4           | Peñíscola      |
| Elche                  | 2 - 6           | Levante        |
| Talavera               | 3 - 3 (3-1 dtr) | Ribera Navarra |
| Iberia Toscal          | 0 - 10          | SC García      |
| Colo Colo Saragozza    | 3 - 4           | Xota           |
| O Esteo                | 1 - 4           | Burela         |
| Atlético Mengíbar      | 2 - 2 (4-3 dtr) | Córdoba        |
| L'Hospitalet Bellsport | 3 - 3 (7-6 dtr) | S10 Saragozza  |

### Ottavi di finale
Gli incontri si sono disputati il 14 e il 15 gennaio 2019 in gara unica.
| Squadra 1              | Risultato | Squadra 2     |
| ---------------------- | --------- | ------------- |
| Betis                  | 3 - 2     | UMA Antequera |
| Burela                 | 7 - 1     | O Parrulo     |
| Talavera               | 3 - 0     | Inter         |
| SC García              | 9 - 2     | Xota          |
| Cartagena              | 3 - 1     | ElPozo Murcia |
| Peñíscola              | 6 - 3     | Levante       |
| Atlético Mengíbar      | 1 - 4     | Jaén          |
| L'Hospitalet Bellsport | 1 - 5     | Barcellona    |

### Quarti di finale
Gli incontri si sono disputati il 12 febbraio 2019 in gara unica.
| Squadra 1  | Risultato       | Squadra 2 |
| ---------- | --------------- | --------- |
| Barcellona | 3 - 3 (3-2 dtr) | Burela    |
| Betis      | 2 - 1           | Peñíscola |
| Jaén       | 2 - 1           | Cartagena |
| Talavera   | 1 - 1 (8-9 dtr) | SC García |

### Fase finale
Semifinali e finale sono state disputate il 19 e il 20 dicembre 2020 presso il Palacio de Deportes José María Martín Carpena di Malaga.

#### Semifinali
| Malaga 19 dicembre 2020, ore 14:00 CET                                                                                              | Betis     | 3 – 6 (0-3) referto                                                          | Barcellona | Palacio de Deportes José María Martín Carpena |
| Plana 27’ ( aut. ) Chicho 31’ Burrito 34’ Marcatori 7’ Ximbinha 13’ Aicardo 14’ ( t.l. ) , 21’ Lozano 38’ Marcênio 39’ A. Fernández |           |                                                                              |            |                                               |
| |           |                                                                              |            |                                               |
| Plana 27’ (aut.) Chicho 31’ Burrito 34’                                                                                             | Marcatori | 7’ Ximbinha 13’ Aicardo 14’ (t.l.), 21’ Lozano 38’ Marcênio 39’ A. Fernández |            |                                               |

| Malaga 19 dicembre 2020, ore 16:00 CET | Jaén                   | 4 – 4 (d.t.s.) (0-1, 3-3, 4-3) referto                                                                                      | SC García | Palacio de Deportes José María Martín Carpena |
| Maurício 30’ Carlitos 33’ Attos 40’ Mancha 41’ Marcatori 19’ Drahovský 35’ Bouzid 37’ , 44’ Cardona Maurício Mancha Míchel Mithyuê Carlitos Piqueras Attos Campoy Brandi Bingyoba Cuenca Pérez Gozi Marcão Maurício Mancha Tiri di rigore 15 – 14 Drahovský Bouzid Verdejo Llamas D. Álvarez Cardona Sepe Corso Santos Bermusell Lavado Mottaki Almagro Puerta Bouzid Verdejo |                        | |           |                                               |
| |                        | |           |                                               |
| Maurício 30’ Carlitos 33’ Attos 40’ Mancha 41’ | Marcatori              | 19’ Drahovský 35’ Bouzid 37’, 44’ Cardona                                                                                   |           |                                               |
| Maurício Mancha Míchel Mithyuê Carlitos Piqueras Attos Campoy Brandi Bingyoba Cuenca Pérez Gozi Marcão Maurício Mancha | Tiri di rigore 15 – 14 | Drahovský Bouzid Verdejo Llamas D. Álvarez Cardona Sepe Corso Santos Bermusell Lavado Mottaki Almagro Puerta Bouzid Verdejo |           |                                               |

#### Finale
| Malaga 20 dicembre 2020, ore 20:30 CET     | Barcellona | 2 – 1 (3-1) referto | Jaén | Palacio de Deportes José María Martín Carpena |
| Esquerdinha 14’ , 28’ Marcatori 14’ Brandi |            |                     |      |                                               |
|                                            |            |                     |      |                                               |
| Esquerdinha 14’, 28’                       | Marcatori  | 14’ Brandi          |      |                                               |